# Герб Ауцского края
Герб А́уцского края — официальный символ Ауцского края, одного из краёв Латвии. Утверждён 29 марта 2012 года.

## Описание и символика
В червлёном поле серебряный почтовый рог с золотыми украшениями.
Рог цитирует герб графов фон Медем, которым принадлежала значительная часть земель края. Также рог символизирует традиционный международный фестиваль духовых оркестров, проводимый в городе Ауце.

## История
Герб края утверждён краевой Думой 29 марта 2012 года, Министерством культуры — 7 февраля 2012 года. Герб официально вручён краю президентом Латвии на «Празднике гербов самоуправлений» 29 марта 2012 года. Герб и флаг края, а также гербы входящих в него самоуправлений подтверждены Постановлением Ауцеской краевой Думы № 5 от 22 февраля 2012 года (поправки — Постановление Ауцеской краевой Думы № 15 от 30 октября 2013 года). Этим документом определены оттенки цветов герба: красный — Pantone 186С, жёлтый — Pantone 873С (131С), серебряный — Pantone877С (Pantone Cool Grey 4).